# Mamadou Niang
Pour les articles homonymes, voir Niang.
Mamadou Niang, né le 13 octobre 1979 à Matam, est un footballeur international sénégalais.
Effectuant une grande partie de sa carrière professionnelle en France, il s'est principalement distingué à l'Olympique de Marseille entre 2005 et 2010. Capitaine du club marseillais lors de la saison 2009-2010, il termine meilleur buteur de Ligue 1 lors de cette même saison et participe grandement au doublé Championnat - Coupe de la Ligue.
Avec la sélection sénégalaise, il dispute notamment la Coupe d'Afrique des nations en 2004, 2006, 2008 et 2012.

## Biographie

### Parcours en club

#### Ses débuts au Havre
Mamadou Niang quitte le Sénégal pour la France et plus précisément la ville du Havre, à l'âge de 1 an. Il grandit dans la cité de Caucriauville au Havre. Il débute à l'ASPTT du Havre où le ramassage des jeunes footballeurs est réalisé à l'aide du car de la Poste. Alain Deverre, Denis Leduc et Denis Gadebois sont ses premiers entraineurs. Il montre de belles dispositions et il possède déjà une belle frappe de balle. Grâce notamment à Carlos Lopez, alors entraîneur du HAC, Niang intègre le centre de formation du Havre. Cependant, quelques mois après, Carlos Lopez rejoint Troyes et Niang ne parvient pas à s'adapter aux exigences du nouvel entraîneur. 
Après presque un an sans jouer et donc à court de compétition, Niang est recontacté par Carlos Lopez. D'un commun accord avec ce dernier, Niang décide de passer un an en DHR, à Saint-André-les-Vergers, afin de « reprendre goût au football » et éventuellement plus tard, de rejoindre Lopez à Troyes. En avril 1999 il atteint les demi-finales de la Coupe des régions avec la sélection Champagne-Ardenne.

#### Arrivée à l'ES Troyes AC (2000-2003)
Satisfait de l'état d'esprit affiché par Niang, Carlos Lopez convainc Alain Perrin, alors entraîneur de l'ESTAC, de relancer et d'intégrer au groupe le Sénégalais. Il joue son premier match en Division 1 face à l'Olympique de Marseille le 28 juillet 2000 et fait quelques apparitions dans l'équipe première en début de saison, mais peine à s'imposer. Le 17 février 2001, il inscrit son premier but en Division 1 face à Metz. Au total, il joue dix matchs de championnat, à chaque fois en rentrant en cours de jeu et inscrit deux buts dans la saison. Troyes termine le championnat à la septième place et se qualifie ainsi pour la Coupe Intertoto. 
Lors de la saison suivante, il parvient à obtenir davantage de temps de jeu et connaît ses premières titularisations. Il dispute ses premières rencontres européennes par l'intermédiaire de la Coupe Intertoto, compétition remportée par Troyes et donnant accès à la Coupe UEFA à laquelle il prendra part lors de deux matchs. En championnat, il dispute 17 matchs et marque à 3 reprises. Troyes finit pour la deuxième fois consécutive à la septième place et se qualifie une nouvelle fois pour la Coupe Intertoto.
Durant la saison 2002-2003, Niang inscrit son premier but dans une compétition européenne lors du deuxième tour de la Coupe Intertoto, le 6 juillet 2002, face au Corelaine FC. En championnat, il est désormais titulaire sur le front de l'attaque troyenne (11 titularisations lors des 12 premières journées) mais ses prestations irrégulières et une certaine maladresse devant le but vont lui coûter sa place. Il est alors fréquemment utilisé comme remplaçant. Lors de cette première partie de saison, il dispute 20 matchs de championnat et inscrit 3 buts. Afin de lui proposer un temps de jeu plus important et ainsi le relancer, Niang est prêté jusqu'à la fin de la saison au Football Club de Metz alors en Ligue 2 et entraîné par Jean Fernandez.

#### Prêt au FC Metz (2003)
D'abord remplaçant lors de sa première apparition sous le maillot messin, il entre en jeu contre Chamois niortais avant d'inscrire son premier but sous ses nouvelles couleurs lors de sa première titularisation, le 1er mars 2003, face à Clermont. Associé à Emmanuel Adebayor, Niang va se révéler au grand public lors de ces cinq mois en terres lorraines. Il participera activement à la remontée du club lorrain en Ligue 1 en inscrivant 5 buts en 12 rencontres de championnat. Il parvient également en demi-finale de la Coupe de la Ligue où il s'incline face au FC Sochaux 3 à 2 après prolongations malgré un but inscrit. Durant cette même période, Troyes termine à la dernière place du championnat et est donc relégué en Ligue 2. Niang, désireux de retrouver la Ligue 1 après ces mois passés dans la division inférieure, ne se voit pas lutter une nouvelle année pour la montée et décide de quitter le club mosellan. Malgré les demandes de Jean Fernandez pour conserver le joueur, Niang signe à Strasbourg.

#### Passage par le RC Strasbourg (2003-2005)
Sur les tablettes de l'AS Monaco, du FC Sochaux-Montbéliard et de West Ham United, il est recruté par le Racing de Strasbourg pour être associé à Danijel Ljuboja à la pointe de l'attaque, il s'affirme un peu plus en Ligue 1, notamment par ses qualités athlétiques et sa percussion balle au pied. Buteur le 9 août 2003 face à Guingamp, lors de son premier match avec Strasbourg, il inscrit 8 buts en 15 matchs lors de la première partie de saison. Niang est alors sélectionné pour disputer la Coupe d'Afrique des nations 2004. Durant cette période, Danijel Ljuboja est transféré au Paris SG. Sa deuxième partie de saison est moins prolifique, la cause au départ du serbe avec qui il formait un duo efficace et également une blessure le tenant éloigné des terrains pendant presque deux mois. Pour sa première saison sous le maillot alsacien, Niang inscrit 9 buts en 23 matchs de championnat.
Lors de la saison suivante, le RC Strasbourg enregistre l'arrivée de Mickaël Pagis en renfort de l'attaque alsacienne. Sa complémentarité avec Niang va immédiatement se révéler efficace : Pagis étant chargé de décrocher et Niang de partir en profondeur. Les deux joueurs inscrivent 27 buts à eux deux en championnat. À titre personnel, Niang inscrit 15 buts en 38 matchs toutes compétitions confondues. Il remporte son premier titre sous le maillot alsacien après la victoire de Strasbourg en finale de Coupe de la Ligue face au SM Caen sur le score de 2-1, Niang inscrit d'ailleurs le premier but du match.

#### La révélation à l'Olympique de Marseille (2005-2010)
Sollicité par plusieurs clubs dont Lille, West Ham, Paris Saint-Germain et Marseille, Niang privilégie la piste olympienne et son nouvel entraîneur Jean Fernandez avec qui il a déjà évolué au FC Metz et dont il est la priorité. Niang signe le 2 juillet 2005 un contrat de quatre ans en faveur de l'Olympique de Marseille pour la somme de 7 millions d'euros plus des primes additionnelles et un pourcentage sur la revente du joueur. Il inscrit son premier but dès son premier match avec l'Olympique de Marseille le 16 juillet 2005 lors du troisième tour de la Coupe Intertoto face aux Young Boys de Berne (victoire 3-2). Ses premiers mois dans la cité phocéenne sont assez difficiles, la faute à une trop grande maladresse devant le but mais sa grande activité et sa combativité en font un titulaire régulier (24 titularisations en 28 matchs de championnat). Généralement placé sur l'aile gauche de l'attaque, il termine meilleur buteur du club avec 10 buts inscrits en championnat. Il atteint également la finale de la Coupe de France face au Paris SG mais l'OM s'incline sur le score de 2-1. Marseille termine le championnat à la cinquième place, qualificative pour la Coupe UEFA.
Lors de la saison 2006-2007, malgré le départ de Jean Fernandez remplacé par Albert Emon, il s'inscrit comme l'un des cadres de l'équipe marseillaise. Jouant sur l'aile gauche ou à la pointe de l'attaque voire parfois sur le côté droit, il termine une nouvelle fois meilleur buteur olympien en inscrivant 12 buts en championnat et 18 toutes compétitions confondues. Il est également le deuxième meilleur passeur décisif du club derrière Franck Ribéry. L'Olympique de Marseille termine le championnat à la deuxième place (meilleure performance depuis la saison 1998-1999) et se qualifie pour la Ligue des champions ce qui ne lui était plus arrivé depuis quatre ans. Niang et l'OM arrivent une nouvelle fois en finale de Coupe de France mais comme la saison précédente échouent à la dernière marche, cette fois-ci face à Sochaux lors de la séance de tirs au but (2-2, 4 tab 5).

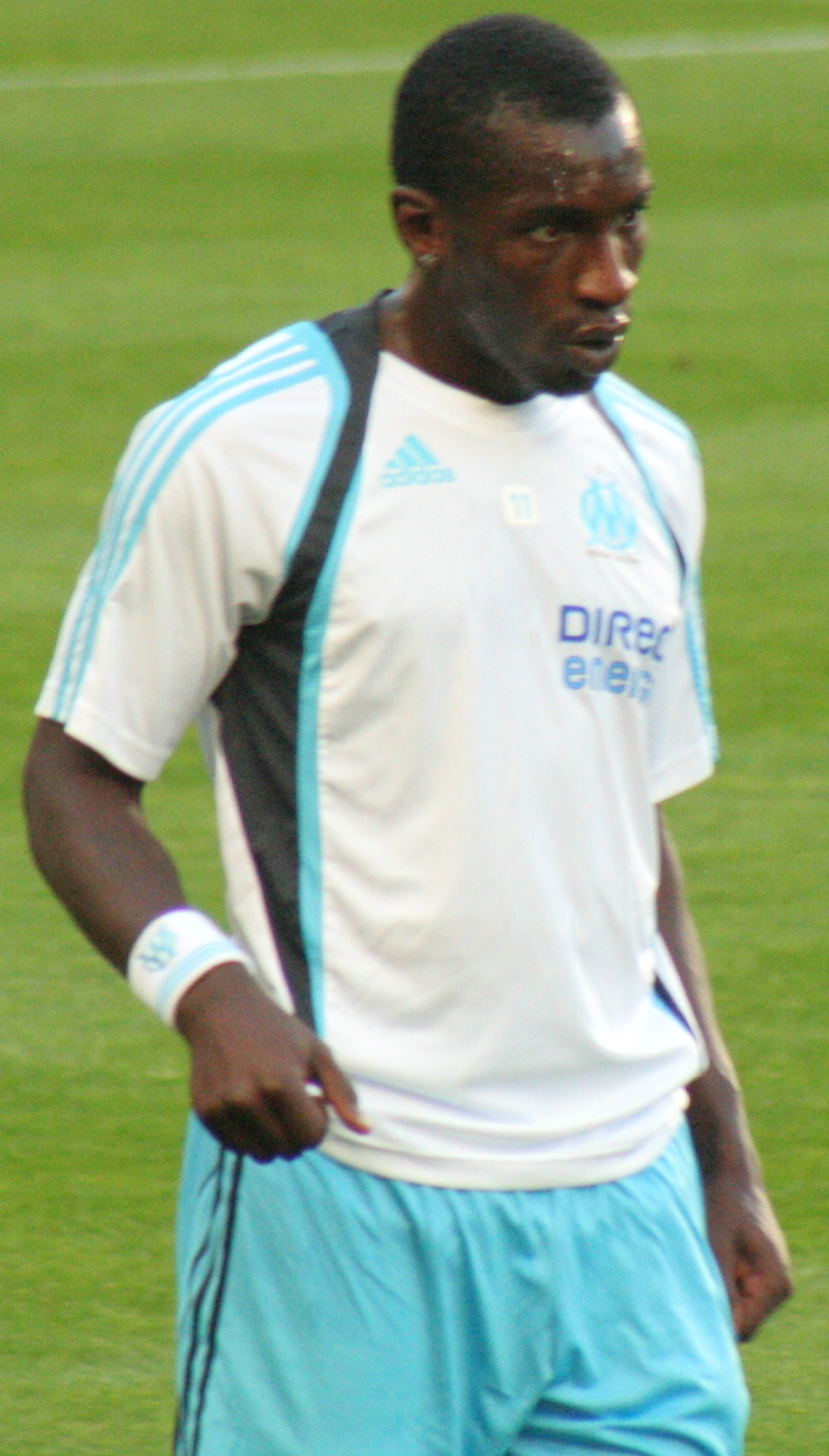
Niang devient un élément essentiel du club marseillais et se voit promu capitaine lors de la saison 2009-2010.

La saison suivante, il joue le premier match de sa carrière en Ligue des champions contre Beşiktaş le 18 septembre 2007 avant d'inscrire le premier but de sa carrière en Ligue des champions, le 24 octobre suivant, face au FC Porto (1-1). Au total, il marque 23 buts toutes compétitions confondues, battant ainsi son record de buts et termine deuxième buteur du championnat avec 18 réalisations en 29 matchs (à deux unités du Lyonnais Karim Benzema). Cette saison pleine pour l'attaquant marseillais est récompensée en mai par sa présence dans l'équipe type de Ligue 1 et une nomination au trophée UNFP pour le titre de « meilleur joueur de l'année », titre finalement décerné à Karim Benzema. Malgré un début de saison difficile qui se traduit par le remplacement d'Albert Emon par Erik Gerets, l'OM finit le championnat à la troisième place. Niang prolonge son contrat jusqu'en 2012.
A l'été 2009, il est convoité par Liverpool et l'Atlético de Madrid mais décide de rester sur la Canebière. Durant la saison suivante, lors de la rencontre du tour préliminaire de la Ligue des Champions face à Brann Bergen, Mamadou Niang inscrit son premier doublé dans cette compétition. Après le départ de Djibril Cissé en début de saison, il devient pour la première fois le véritable attaquant de pointe du club marseillais. Le 6 décembre 2008, lors de la rencontre face à l'OGC Nice, il est victime d’une fracture de l’orteil droit qui le tient éloigné des terrains 10 semaines. Malgré cette absence, il termine une nouvelle fois meilleur buteur du club, inscrivant 13 buts en championnat et 7 en coupes d'Europe. De plus en plus influent au sein du club, il est courtisé par de nombreux clubs tels que le FC Séville, Arsenal, Manchester City ou encore Everton. Annoncé partant, notamment après le départ d'Erik Gerets, il décide finalement de rester et prolonge son contrat jusqu'en 2014, cette prolongation étant assortie d'une revalorisation salariale.

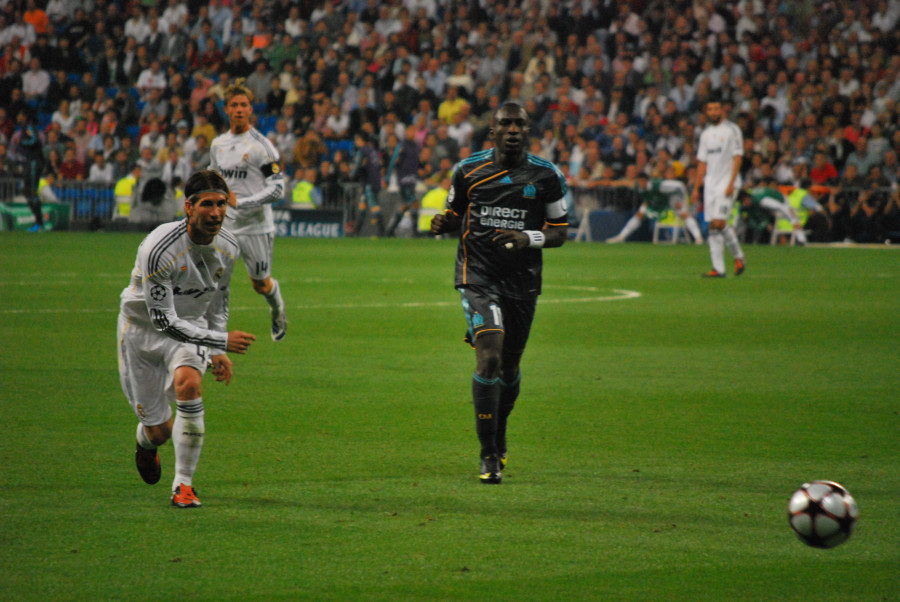
Niang (en noir) lors du match Real Madrid-Olympique de Marseille (Ligue des champions 2009-2010).

Lors de la saison 2009-2010, Mamadou Niang est promu capitaine après le départ de Lorik Cana à Sunderland durant l'intersaison. Après un bon début de saison (7 buts en 14 matchs de championnat), il se blesse à l'épaule lors de la réception du Real Madrid, le 8 décembre 2009, à la suite d'un contact avec Iker Casillas et est éloigné un mois des terrains. Le 21 février 2010, il inscrit le premier triplé de sa carrière en club lors de la victoire 3-1 de l'OM face à Nancy. Le 27 mars, il remporte son premier trophée sous le maillot marseillais en battant Bordeaux en finale de la Coupe de la Ligue sur le score de 3-1. Le 5 mai 2010 au Stade Vélodrome, il contribue à offrir le titre de Champion de France à l'OM en inscrivant le second but face au Stade rennais dans un match qui lui assure le titre de champion de France. Lors de la dernière journée, face à Grenoble, Niang inscrit son 100e but en Ligue 1 qui coïncide également avec son 100e but sous le maillot marseillais. Au total, il inscrit 18 buts en championnat et décroche le titre de meilleur buteur du championnat pour la première fois de sa carrière. Il est une nouvelle fois récompensé en mai par sa présence dans l'équipe type de Ligue 1 et une nomination au trophée UNFP pour le titre de « meilleur joueur de l'année », titre décerné à Lisandro López. 
Désireux de quitter l'Olympique de Marseille après cinq saisons passées au club, Niang affirme début août sa volonté de rejoindre Fenerbahçe malgré l'élimination du club stambouliote au troisième tour préliminaire de la Ligue des champions. D'abord déclaré « intransférable » par Jean-Claude Dassier, le président de l'Olympique de Marseille ; le club phocéen finit par accepter l'offre de Fenerbahçe et annonce le 14 août 2010, le départ de Mamadou Niang pour le club turc.
Il est le huitième meilleur buteur de l'histoire de l'Olympique de Marseille.

#### Signature au Fenerbahçe SK (2010-2011)
Le 17 août 2010, Mamadou Niang signe un contrat de quatre ans avec le club stambouliote, son transfert avoisinerait les 9 millions d'euros. Il touche un salaire mensuel brut de 480 000 euros contre 316 000 euros à Marseille. Le 29 août 2010, il marque ses premiers buts sous le maillot turc en signant un doublé face à Manisaspor lors de la troisième journée. Malgré une première moitié de saison difficile pour Fenerbahçe, Niang s'adapte bien à ce nouveau championnat puisqu'il inscrit 9 buts lors des matchs allers dont notamment un triplé contre Kasımpaşa. Durant la deuxième moitié de saison, Fenerbahçe réalise une série impressionnante (16 victoires, 1 nul) qui lui permet de finir champion devant Trabzonspor. Il s'agit du 18e titre national, un record depuis la création de la Süper Lig. Avec au total 15 buts en 29 matchs, Niang termine troisième meilleur buteur du championnat, derrière son coéquipier Alex de Souza (28 buts) et Burak Yılmaz (19 buts). Il quitte le club en septembre 2011 à la suite d'une affaire de matchs truqués qui incite le club turc à se débarrasser de la plupart de ses joueurs les mieux payés.

#### Départ pour Al-Sadd Doha (2011-2014)
Lors de l'intersaison, le Sénégalais est transféré au club qatarien d'Al-Sadd pour un montant de 7,5 million d'euros,.
Le 5 novembre 2011, l'ancien marseillais remporte la Ligue des Champions asiatique 2011 aux côtés de l'ancien lensois Nadir Belhadj et de l'ancien lyonnais Kader Keita. Les Qatariens battent les Coréens du Chonbuk Hyundai Motors aux tirs au but (2-2ap; 4-2tab). Cette victoire leur permet de participer à la Coupe du monde des clubs 2011. Au cours de cette compétition, ils sont éliminés en demi-finale par le FC Barcelone (0-4) mais finissent à la troisième place après leur victoire contre le club japonais de Kashiwa Reysol (0-0, 5 tirs au but à 3). Le 17 mars 2012, Mamadou Niang inscrit ses deux premiers buts dans le championnat qatarien face au Qatar Sports Club. Au total, il marquera quatre buts en 13 matchs. Al-Sadd termine à la quatrième place du championnat.
L'année suivante, Al-Sadd recrute l'attaquant espagnol Raúl González pour épauler Niang. Le Sénégalais réalise un début de saison convaincant en inscrivant trois buts lors des deux premières journées. Auteur de 4 buts en 9 matchs, il est prêté au club turc de Besiktas lors du mercato, avant de revenir à Al Sadd.

#### Prêt au Beşiktaş JK (2013)
Le 31 janvier 2013, Niang est prêté au club du Beşiktaş JK. Il inscrit son premier but et délivre sa première passe décisive pour les Aigles noirs à l'occasion du derby stambouliote remporté face à son ancien club, Fenerbahçe SK.

#### Fin de carrière professionnelle à l'AC Arles-Avignon (2014-2015)
Le 29 août 2014, libre de tout contrat, il revient en France en signant pour deux ans avec l'AC Arles-Avignon, club de Ligue 2. Il joue son premier match avec le maillot arlésien le 12 septembre 2014 contre Tours puis marque son premier but en Coupe de la Ligue le 28 octobre suivant contre Reims. Auteur de deux buts en seize apparitions en championnat, il ne peut éviter la relégation du club en National au terme de la 36e journée. À l'issue de la saison, le club est relégué en National en terminant à la dernière place du championnat. Quelques semaines plus tard le club est rétrogradé administrativement en CFA (quatrième division) et perd son statut professionnel. Mamadou Niang se retrouve libre comme tous les autres joueurs. Il décide alors de mettre un terme à sa carrière professionnelle.

### Parcours en sélection (2002-2012)
Convoqué par Bruno Metsu, Mamadou Niang dispute son premier match avec la sélection sénégalaise et inscrit par la même occasion son premier but sous le maillot des Lions de la Téranga le 27 mars 2002 contre la Bolivie. Il n'est cependant pas retenu quelques mois plus tard dans la liste des 23 joueurs sélectionnés pour disputer la Coupe du monde 2002. Le Sénégal parvient jusqu'en quarts de finale, éliminé par la Turquie lors des prolongations (1-0).
En 2004, il dispute pour la première fois de sa carrière une Coupe d'Afrique des nations. Lors de cette compétition, il inscrit 2 buts en 4 matchs et est éliminé en quarts de finale face au pays hôte et futur vainqueur, la Tunisie.
Lors des éliminatoires pour la Coupe du monde 2006, Niang et le Sénégal terminent à la 2e place de leur groupe. Par conséquent, ils ne se qualifient pas pour le mondial mais obtiennent leur ticket pour la CAN 2006. 
Durant la CAN 2006 disputée en Égypte, le Sénégal parvient jusqu'en demi-finale mais s'incline, malgré un but de Niang, face à l'Égypte (1-2), là encore futur vainqueur de la compétition. En petite finale, ils perdent 1-0 face au Nigeria. Au total, Niang inscrit 2 buts en 5 matchs durant la compétition.
Lors des qualifications pour la CAN 2008, le 24 mars 2007 Niang inscrit le premier triplé de sa carrière en sélection nationale face à la Tanzanie. Le Sénégal termine premier du groupe et permet à Niang de jouer sa troisième Coupe d'Afrique des nations consécutive.
La CAN 2008 se déroulant en Ghana est une grande désillusion pour Niang. Il n'inscrit pas le moindre but en 3 matchs et le Sénégal est éliminé dès le premier tour de la compétition sans gagner un seul match.
Pour dénoncer les manquements dans le fonctionnement de l'Équipe du Sénégal et les différents conflits internes, Mamadou Niang (et son futur coéquipier olympien Souleymane Diawara) décident de prendre du recul par rapport à la sélection. L'absence du Marseillais suscite de vives polémiques en plein milieu des éliminatoires de la CAN 2010 et du Mondial 2010. Niang ne prend d'ailleurs part à aucune rencontre lors de ces matchs de qualifications. Le Sénégal échoue dès le deuxième tour des qualifications en terminant à la 3e place de son groupe et par conséquent ne se qualifie ni pour la CAN 2010, ni pour la Coupe du monde 2010.
De retour en sélection après une longue absence, Niang retrouve immédiatement le chemin des filets face à l'Angola (1-1), le 5 septembre 2009.
Au cours des qualifications pour la CAN 2012, Niang est promu capitaine et s'impose comme le leader de l'attaque sénégalaise en inscrivant 5 buts lors des deux premières journées.

### Reconversion
En décembre 2021, l'ancien attaquant de l'Olympique de Marseille devient consultant pour la chaîne Eurosport en vue des 32es de finale de la Coupe de France 2021-2022.

## Statistiques

### Statistiques détaillées
| Saison                | Club                   | Championnat           | Championnat | Championnat | Coupe nationale | Coupe nationale | Coupe de la Ligue | Coupe de la Ligue | Compétition(s) continentale(s) | Compétition(s) continentale(s) | Compétition(s) continentale(s) | Coupe du monde des clubs | Coupe du monde des clubs | Total | Total |
| Saison                | Club                   | Division              | M.          | B.          | M.              | B.              | M.                | B.                | Comp.                          | M.                             | B.                             | M.                       | B.                       | M.    | B.    |
| 2000-2001             | ES Troyes AC           | Division 1            | 10          | 2           | 3               | 1               | 1                 | 0                 | -                              | -                              | -                              | -                        | -                        | 14    | 3     |
| 2001-2002             | ES Troyes AC           | Division 1            | 17          | 3           | 1               | 0               | 1                 | 0                 | CI+C3                          | 4+2                            | 0+0                            | -                        | -                        | 25    | 3     |
| 2002-2003             | ES Troyes AC           | Ligue 1               | 20          | 3           | -               | -               | 1                 | 0                 | CI                             | 5                              | 1                              | -                        | -                        | 26    | 4     |
| Sous-total            | Sous-total             | Sous-total            | 47          | 8           | 4               | 1               | 3                 | 0                 | -                              | 11                             | 1                              | -                        | -                        | 65    | 10    |
| 2003                  | FC Metz (prêt)         | Ligue 2               | 13          | 5           | 1               | 0               | 2                 | 1                 | -                              | -                              | -                              | -                        | -                        | 16    | 6     |
| 2003-2004             | RC Strasbourg          | Ligue 1               | 23          | 9           | 1               | 1               | 1                 | 0                 | -                              | -                              | -                              | -                        | --                       | 25    | 10    |
| 2004-2005             | RC Strasbourg          | Ligue 1               | 33          | 12          | -               | -               | 5                 | 3                 | -                              | -                              | -                              | -                        | -                        | 38    | 15    |
| Sous-total            | Sous-total             | Sous-total            | 56          | 21          | 1               | 1               | 6                 | 3                 | -                              | -                              | -                              | -                        | -                        | 63    | 25    |
| 2005-2006             | Olympique de Marseille | Ligue 1               | 28          | 10          | 4               | 2               | -                 | -                 | CI+C3                          | 6+8                            | 4+1                            | -                        | -                        | 46    | 17    |
| 2006-2007             | Olympique de Marseille | Ligue 1               | 37          | 12          | 6               | 3               | 2                 | 0                 | CI+C3                          | 2+4                            | 1+2                            | -                        | -                        | 51    | 18    |
| 2007-2008             | Olympique de Marseille | Ligue 1               | 29          | 18          | 1               | 0               | 1                 | 1                 | C1+C3                          | 6+4                            | 2+2                            | -                        | -                        | 41    | 23    |
| 2008-2009             | Olympique de Marseille | Ligue 1               | 27          | 13          | -               | -               | 1                 | 0                 | C1+C3                          | 7+6                            | 5+2                            | -                        | -                        | 41    | 20    |
| 2009-2010             | Olympique de Marseille | Ligue 1               | 32          | 18          | 1               | 0               | 4                 | 1                 | C1+C3                          | 6+3                            | 1+2                            | -                        | -                        | 46    | 22    |
| 2010                  | Olympique de Marseille | Ligue 1               | 2           | 0           | -               | -               | -                 | -                 | -                              | -                              | -                              | -                        | -                        | 2     | 0     |
| Sous-total            | Sous-total             | Sous-total            | 155         | 71          | 12              | 5               | 8                 | 2                 | -                              | 52                             | 22                             | -                        | -                        | 227   | 100   |
| 2010-2011             | Fenerbahçe SK          | Süper Lig             | 29          | 15          | 2               | 0               | -                 | -                 | C3                             | 2                              | 0                              | -                        | -                        | 33    | 15    |
| 2011-2012             | Al Sadd SC             | Stars League          | 13          | 4           | -               | -               | -                 | -                 | CL                             | 4                              | 3                              | 3                        | 0                        | 20    | 7     |
| 2012-2013             | Al Sadd SC             | Stars League          | 9           | 4           | 1               | 0               | -                 | -                 | -                              | -                              | -                              | -                        | -                        | 10    | 4     |
| 2013                  | Beşiktaş JK (prêt)     | Süper Lig             | 10          | 3           | -               | -               | -                 | -                 | -                              | -                              | -                              | -                        | -                        | 10    | 3     |
| 2013-2014             | Al Sadd SC             | Stars League          | 4           | 1           | -               | -               | -                 | -                 | LC                             | 0                              | 0                              | -                        | -                        | 4     | 1     |
| Sous-total            | Sous-total             | Sous-total            | 26          | 9           | 1               | 0               | -                 | -                 | -                              | 4                              | 3                              | 3                        | 0                        | 34    | 12    |
| 2014-2015             | AC Arles-Avignon       | Ligue 2               | 16          | 2           | 1               | 0               | 1                 | 1                 | -                              | -                              | -                              | -                        | -                        | 18    | 3     |
| Total sur la carrière | Total sur la carrière  | Total sur la carrière | 352         | 134         | 22              | 7               | 20                | 7                 | -                              | 69                             | 26                             | 3                        | 0                        | 466   | 174   |

### Buts internationaux
|     | Date             | Lieu                                                      | Adversaire     | Résultat | Compétition                        |
| --- | ---------------- | --------------------------------------------------------- | -------------- | -------- | ---------------------------------- |
| 1.  | 27 mars 2002     | Stade Léopold Sédar Senghor, Dakar, Sénégal               | Bolivie        | 2-1      | Match amical                       |
| 2.  | 19 novembre 2002 | First National Bank Stadium, Johannesburg, Afrique du Sud | Afrique du Sud | 1-1      | Nelson Mandela Challenge           |
| 3.  | 30 janvier 2004  | Stade du 15-Octobre, Bizerte, Tunisie                     | Kenya          | 3-0      | CAN 2004                           |
| 4.  | 30 janvier 2004  | Stade du 15-Octobre, Bizerte, Tunisie                     | Kenya          | 3-0      | CAN 2004                           |
| 5.  | 17 novembre 2004 | Stade de Bon Rencontre, Toulon, France                    | Algérie        | 2-1      | Match amical                       |
| 6.  | 18 juin 2005     | Stade Léopold Sédar Senghor, Dakar, Sénégal               | Togo           | 2-2      | Qualifications Coupe du monde 2006 |
| 7.  | 4 février 2006   | Stade d'Alexandrie, Alexandrie, Égypte                    | Guinée         | 3-2      | CAN 2006                           |
| 8.  | 7 février 2006   | Stade international du Caire, Le Caire, Égypte            | Égypte         | 1-2      | CAN 2006                           |
| 9.  | 16 août 2006     | Stade de la Vallée du Cher, Tours, France                 | Côte d'Ivoire  | 1-0      | Match amical                       |
| 10. | 24 mars 2007     | Stade Léopold Sédar Senghor, Dakar, Sénégal               | Tanzanie       | 4-0      | Qualifications CAN 2008            |
| 11. | 24 mars 2007     | Stade Léopold Sédar Senghor, Dakar, Sénégal               | Tanzanie       | 4-0      | Qualifications CAN 2008            |
| 12. | 24 mars 2007     | Stade Léopold Sédar Senghor, Dakar, Sénégal               | Tanzanie       | 4-0      | Qualifications CAN 2008            |
| 13. | 14 octobre 2007  | Stade Robert-Diochon, Rouen, France                       | Guinée         | 3-1      | Match amical                       |
| 14. | 5 septembre 2009 | Estádio Algarve, Faro, Portugal                           | Angola         | 1-1      | Match amical                       |
| 15. | 3 mars 2010      | Stade Panthessaliko, Volos, Grèce                         | Grèce          | 2-0      | Match amical                       |
| 16. | 5 septembre 2010 | Stade de la Kenya, Lubumbashi, Congo                      | RD Congo       | 4-2      | Qualifications CAN 2012            |
| 17. | 5 septembre 2010 | Stade de la Kenya, Lubumbashi, Congo                      | RD Congo       | 4-2      | Qualifications CAN 2012            |
| 18. | 5 septembre 2010 | Stade de la Kenya, Lubumbashi, Congo                      | RD Congo       | 4-2      | Qualifications CAN 2012            |
| 19. | 9 octobre 2010   | Stade Léopold Sédar Senghor, Dakar, Sénégal               | Maurice        | 7-0      | Qualifications CAN 2012            |
| 20. | 9 octobre 2010   | Stade Léopold Sédar Senghor, Dakar, Sénégal               | Maurice        | 7-0      | Qualifications CAN 2012            |

NB : Les scores sont affichés sans tenir compte du sens conventionnel en cas de match à l'extérieur (Sénégal-Adversaire)

## Palmarès

### En club
| ES Troyes AC (1)                           | RC Strasbourg (1)                            | Olympique de Marseille (3) | Fenerbahçe SK (1)                                | Al Sadd Sports Club (2)                                                                                |
| ------------------------------------------ | -------------------------------------------- | --- | ------------------------------------------------ | --- |
| - Coupe Intertoto (1) : - Vainqueur : 2001 | - Coupe de la Ligue (1) : - Vainqueur : 2005 | - Ligue 1 (1) : - Champion : 2010 - Vice-champion : 2007 et 2009 - Coupe de la Ligue (1) : - Vainqueur : 2010 - Coupe de France - Finaliste : 2006 et 2007 - Coupe Intertoto (1) : - Vainqueur : 2005 | - Championnat de Turquie (1) : - Champion : 2011 | - Championnat du Qatar (1) : - Champion : 2013 - Ligue des champions de l'AFC (1) : - Vainqueur : 2011 |

## Distinctions personnelles
- En 2005 :
  - Trophée du joueur du mois de Ligue 1 UNFP en mai
  - Trophée du joueur du mois de Ligue 1 UNFP en décembre
- En 2007 :
  - Trophée du joueur du mois de Ligue 1 UNFP en décembre
  - Footballeur sénégalais de l'année par l'Association nationale de la presse sportive (ANPS)
- En 2008 :
  - Membre de l'équipe-type de Ligue 1 aux Trophées UNFP.
- En 2009 :
  - Soulier d'or (Footballeur sénégalais de l'année) en 2009[24].
- En 2010 :
  - Membre de l'équipe-type de Ligue 1 aux Trophées UNFP
  - Meilleur buteur de Ligue 1 avec 18 réalisations
  - Son but marqué contre le Montpellier HSC lors de la 6e journée est élu "Le plus beau but de Ligue 1 de la saison" aux Trophée UNFP-Canal+[25].

## Divers
- Il apparait dans le clip de Mik d'Elite feat. Soprano - « Le petit marseillais », dans celui de Sefyu - « Senegalo Ruskov », en compagnie de son ancien coéquipier à l'OM, Samir Nasri et dernièrement dans le clip d'El Matador « Shrab » avec Souleymane Diawara.
- À la fin de la saison 2009-2010, il est à l'origine d'une polémique à la suite de la diffusion de vidéos tournées à la sortie d'un entraînement de l'OM. Après qu'un supporter a frappé sa Ferrari, Mamadou Niang en sort, et semble lui donner une gifle. Le club décide de ne pas le sanctionner, Niang émettant un communiqué d'excuses.

### Vidéographie
- DVD, Les Légendes de l'OM, 2011, Éditions France Télévisions Distribution
  - Mamadou Niang, capitaine victoire, film de Vincent Desombre, 27 minutes.